# Phylloscopus makirensis
Phylloscopus makirensis е вид птица от семейство Phylloscopidae.

## Разпространение
Видът е разпространен в Соломоновите острови.